# Cayrols
Cayrols település Franciaországban, Cantal megyében. Lakosainak száma 297 fő (2022. január 1.). Cayrols Boisset, Parlan, Roumégoux, Rouziers, Saint-Mamet-la-Salvetat és Le Rouget-Pers községekkel határos.

## Népesség
A település népességének változása:
| Lakosok száma | 296  | 229  | 226  | 241  | 284  | 291  | 294  | 294  | 295  | 297  |
|               | 1968 | 1982 | 1990 | 2006 | 2013 | 2015 | 2017 | 2019 | 2020 | 2022 |